# Ofakim
Ofakim (hebr. אופקים; arab. نتيبوت/نتيفوت) – miasto położone w Dystrykcie Południowym w Izraelu. Leży na pustyni Negew.

## Historia
Miasto zostało założone w 1955, w ramach wielkiego rządowego projektu zasiedlania pustyni Negew. Osiedlili się tu żydowscy imigranci z Maroka, Tunezji, Egiptu, Iranu i Indii.

## Demografia
Zgodnie z danymi Izraelskiego Centrum Danych Statystycznych w 2006 roku w mieście żyło 24,4 tys. mieszkańców, w tym 99,7% Żydzi.
Populacja miasta pod względem wieku:
| Wiek (w latach) | Procent populacji w % |
| --------------- | --------------------- |
| 0-4             | 10,4%                 |
| 5-9             | 9,9%                  |
| 10-14           | 10,0%                 |
| 15-19           | 8,9%                  |
| 20-29           | 16,2%                 |
| 30-44           | 17,2%                 |
| 45-59           | 15,2%                 |
| ponad 60        | 12,3%                 |

Źródło danych: Central Bureau of Statistics.

## Edukacja
W mieście znajduje się 13 szkół podstawowych i 8 szkół średnich, w których uczy się 4,7 tys. uczniów.
W okolicy znajdują się liczne ośrodki przystosowawcze dla imigrantów. Pomiędzy nimi a miastem Ofakim regularnie kursują darmowe autobusy. Ośrodki przystosowawcze nie tylko zapewniają dach nad głową, ale starają się pomóc tym, którzy potrzebują przekwalifikować się zawodowo. Osiedla się tutaj szczególnie wielu imigrantów z krajów byłego Związku Radzieckiego.

## Sport
W 1990 otworzono w Ofakim ośrodek tenisa z 6 kortami ziemnymi. Dodatkowo miasto posiada profesjonalny stadion piłkarski.